# Leptogaster dorsalis
Leptogaster dorsalis är en tvåvingeart som beskrevs av Samuel Wendell Williston  1901. Leptogaster dorsalis ingår i släktet Leptogaster och familjen rovflugor. Inga underarter finns listade i Catalogue of Life.